# Hisiaș, Timiș

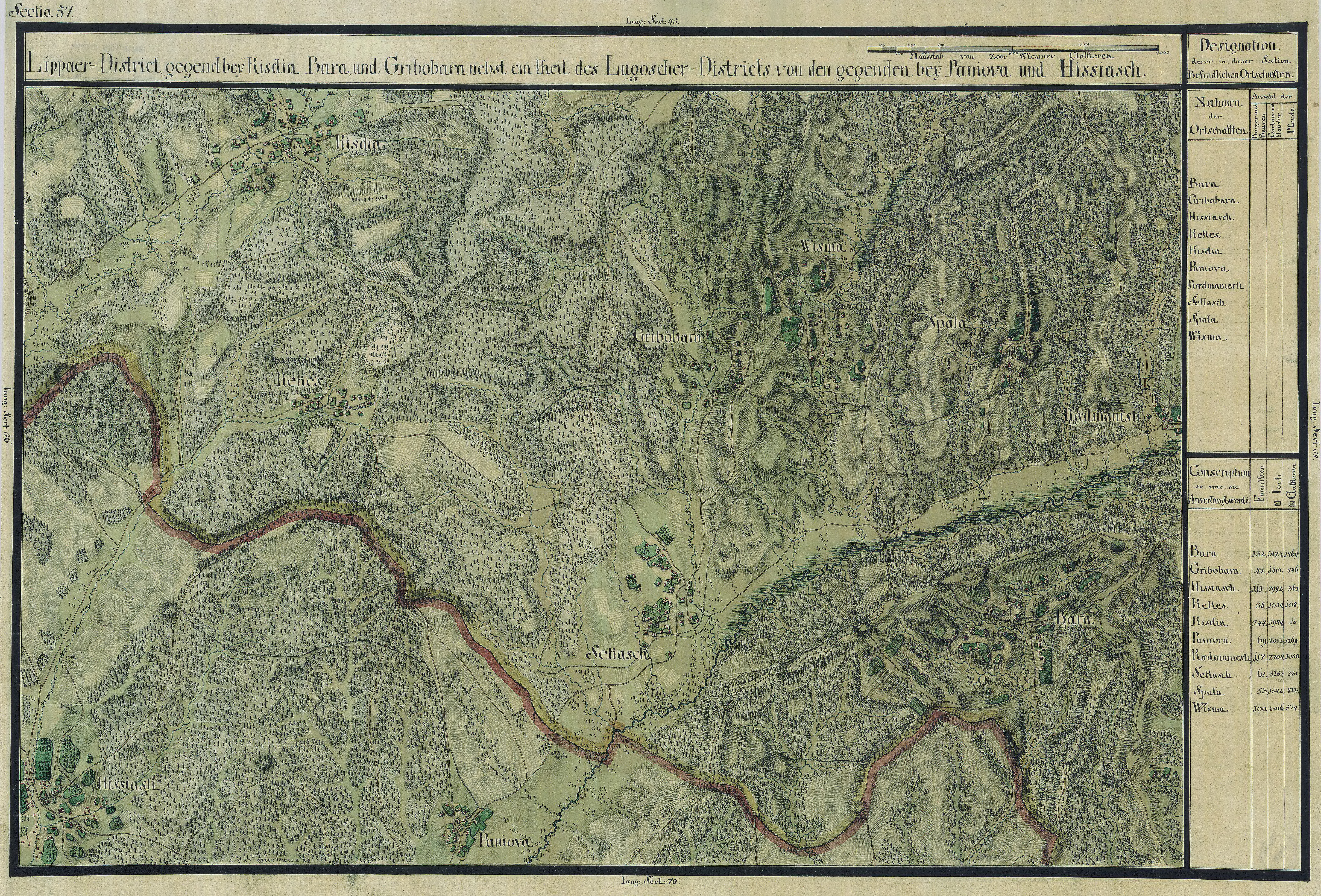
Hisiaș în Harta Iosefină a Banatului, 1769-72

Hisiaș este un sat în comuna Ghizela din județul Timiș, Banat, România.
Cea mai mare plantație de alun din Sud-Estul Europei, de o mie de hectare, a fost înființată de antreprenori italieni în zona Hisiaș – Secaș – Brestovăț.

## Personalități
- Laurențiu Turcu (10 martie 1949 – 26 septembrie 2002, pseudonime: Val Antim; valANTIm), scriitor român de SF.